# Condamine (Jura)
Pour les articles homonymes, voir Condamine.
Condamine est une commune française située dans le département du Jura, dans la région culturelle et historique de Franche-Comté et la région administrative Bourgogne-Franche-Comté.

## Géographie

### Climat
Pour des articles plus généraux, voir Climat de la Bourgogne-Franche-Comté et Climat du département du Jura.
En 2010, le climat de la commune est de type climat des marges montargnardes, selon une étude du Centre national de la recherche scientifique s'appuyant sur une série de données couvrant la période 1971-2000. En 2020, Météo-France publie une typologie des climats de la France métropolitaine dans laquelle la commune est exposée à un climat semi-continental et est dans une zone de transition entre les régions climatiques « Bourgogne, vallée de la Saône » et « Jura ». 
Pour la période 1971-2000, la température annuelle moyenne est de 11 °C, avec une amplitude thermique annuelle de 17,4 °C. Le cumul annuel moyen de précipitations est de 1 106 mm, avec 12,2 jours de précipitations en janvier et 8,6 jours en juillet. Pour la période 1991-2020, la température moyenne annuelle observée sur la station météorologique de Météo-France la plus proche, « Lons le Saunier », sur la commune de Montmorot à 8 km à vol d'oiseau, est de 11,8 °C et le cumul annuel moyen de précipitations est de 1 147,4 mm. 
La température maximale relevée sur cette station est de 39,8 °C, atteinte le 12 août 2003 ; la température minimale est de −19,6 °C, atteinte le 9 janvier 1985,,. 
Les paramètres climatiques de la commune ont été estimés pour le milieu du siècle (2041-2070) selon différents scénarios d'émission de gaz à effet de serre à partir des nouvelles projections climatiques de référence DRIAS-2020. Ils sont consultables sur un site dédié publié par Météo-France en novembre 2022.

## Urbanisme

### Typologie
Au 1er janvier 2024, Condamine est catégorisée commune rurale à habitat dispersé, selon la nouvelle grille communale de densité à sept niveaux définie par l'Insee en 2022.
Elle est située hors unité urbaine. Par ailleurs la commune fait partie de l'aire d'attraction de Lons-le-Saunier, dont elle est une commune de la couronne,. Cette aire, qui regroupe 139 communes, est catégorisée dans les aires de 50 000 à moins de 200 000 habitants,.

### Occupation des sols
L'occupation des sols de la commune, telle qu'elle ressort de la base de données européenne d’occupation biophysique des sols Corine Land Cover (CLC), est marquée par l'importance des territoires agricoles (69,2 % en 2018), en diminution par rapport à 1990 (79,3 %). La répartition détaillée en 2018 est la suivante : 
zones agricoles hétérogènes (59 %), forêts (20,7 %), zones urbanisées (10,1 %), terres arables (8 %), prairies (2,2 %). L'évolution de l’occupation des sols de la commune et de ses infrastructures peut être observée sur les différentes représentations cartographiques du territoire : la carte de Cassini (XVIIIe siècle), la carte d'état-major (1820-1866) et les cartes ou photos aériennes de l'IGN pour la période actuelle (1950 à aujourd'hui).

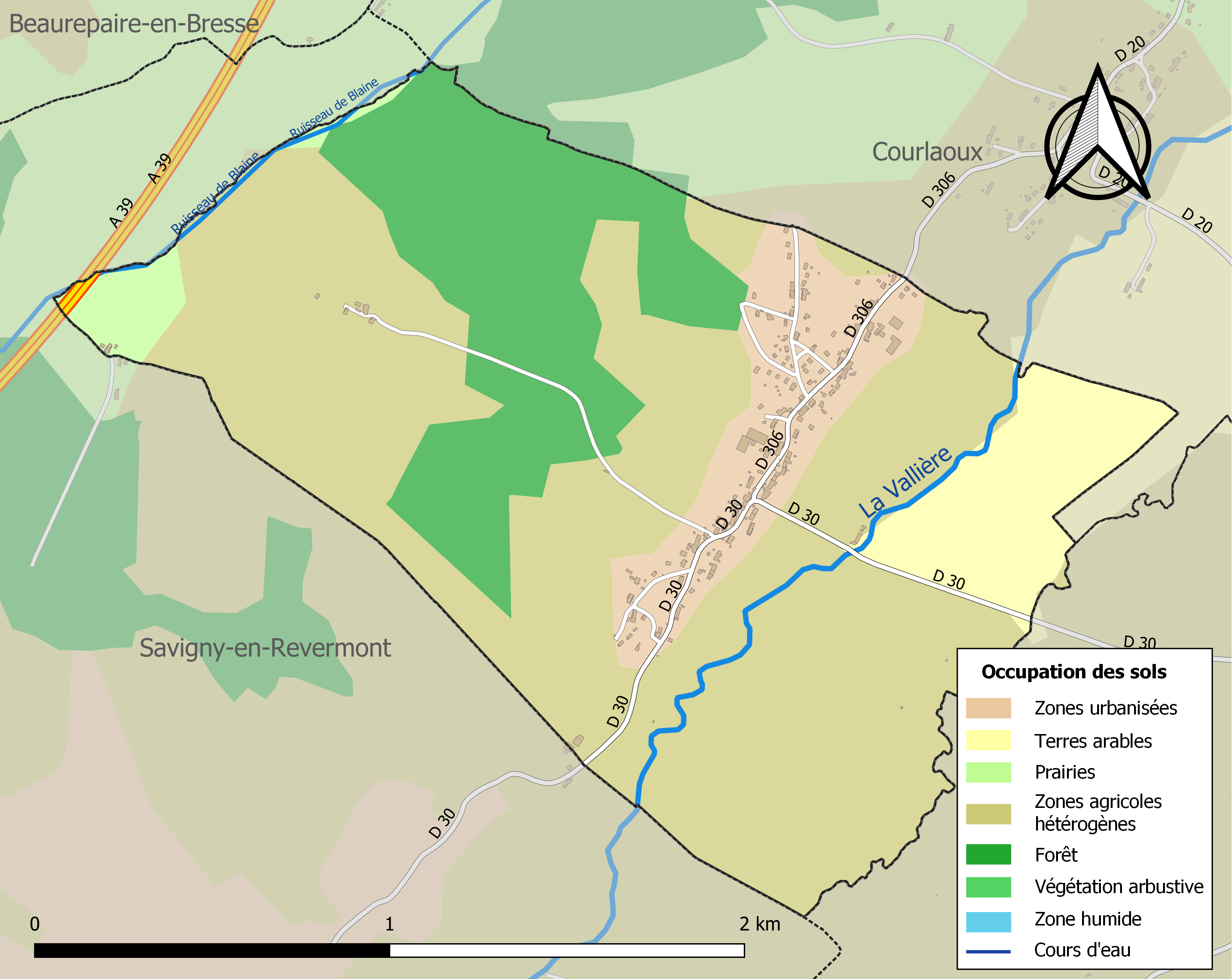
Carte des infrastructures et de l'occupation des sols de la commune en 2018 (CLC).

## Toponymie
Du bas latin  *condominium désignant au Moyen Âge une terre, proche du château, réservée au seigneur et exempte de droits, ou quelquefois un terroir soumis à deux seigneurs.

## Histoire
Sur le territoire de Condamine et plus particulièrement sur la Vallière, eurent lieu des combats en février 1637, en marge de la bataille de Savigny. 

## Héraldique
| Blason de Condamine | Blason  | De sinople au portail de la chapelle du lieu pignonné, flanqué de deux contreforts, ajouré d'un oculus, au clocheton croiseté sommé d'un coq, le tout d'argent accompagné à dextre d'un épi de maïs, à senestre d'un épi de blé et en pointe d'un gland renversé tous trois tigés et feuillés d'or; au chef ondé d'azur, semé de billettes d'or, chargé d'un lion issant couronné du même, armé et lampassé de gueules, brochant sur le tout et adextré d'une fleur de lis d'or, brochante et mouvant du flanc, le chef soutenu d'une divise ondée d'argent. |
| Blason de Condamine | Détails | Le statut officiel du blason reste à déterminer. |

## Politique et administration
| Période   | Période   | Identité       | Étiquette | Qualité               |
| --------- | --------- | -------------- | --------- | --------------------- |
| mars 2001 | mars 2014 | Michel Prudent |           |                       |
| mars 2014 | En cours  | Hervé Guy      | PRV       | Professeur des écoles |

## Démographie
L'évolution du nombre d'habitants est connue à travers les recensements de la population effectués dans la commune depuis 1793. Pour les communes de moins de 10 000 habitants, une enquête de recensement portant sur toute la population est réalisée tous les cinq ans, les populations de référence des années intermédiaires étant quant à elles estimées par interpolation ou extrapolation. Pour la commune, le premier recensement exhaustif entrant dans le cadre du nouveau dispositif a été réalisé en 2005.

En 2022, la commune comptait 246 habitants, en évolution de −8,55 % par rapport à 2016 (Jura : −0,81 %, France hors Mayotte : +2,11 %).
| 1793 | 1800 | 1806 | 1821 | 1831 | 1836 | 1841 | 1846 | 1851 |
| ---- | ---- | ---- | ---- | ---- | ---- | ---- | ---- | ---- |
| 268  | 327  | 346  | 343  | 369  | 370  | 366  | 353  | 346  |

| 1856 | 1861 | 1866 | 1872 | 1876 | 1881 | 1886 | 1891 | 1896 |
| ---- | ---- | ---- | ---- | ---- | ---- | ---- | ---- | ---- |
| 319  | 293  | 295  | 313  | 301  | 308  | 317  | 303  | 288  |

| 1901 | 1906 | 1911 | 1921 | 1926 | 1931 | 1936 | 1946 | 1954 |
| ---- | ---- | ---- | ---- | ---- | ---- | ---- | ---- | ---- |
| 286  | 265  | 266  | 220  | 205  | 208  | 197  | 183  | 171  |

| 1962 | 1968 | 1975 | 1982 | 1990 | 1999 | 2005 | 2006 | 2010 |
| ---- | ---- | ---- | ---- | ---- | ---- | ---- | ---- | ---- |
| 173  | 146  | 149  | 155  | 178  | 212  | 212  | 219  | 272  |

| 2015 | 2020 | 2022 | - | - | - | - | - | - |
| ---- | ---- | ---- | - | - | - | - | - | - |
| 271  | 254  | 246  | - | - | - | - | - | - |

## Lieux et monuments
- Chapelle de la Nativité-de-la-Vierge (XVe-XVIIe-XIXe s), inscrite à l'IGPC depuis 1983[18];
- Borne frontière (XVIIe s), classée MH depuis 1931[19];
- Fermes (XVIIIe-XIXe s), inscrites à l'IGPC depuis 1983[20],[21],[22],[23],[24];
- Pont (XIXe s), sur la Vallière, inscrite à l'IGPC depuis 1983[25].